# زیبا میرحسینی
زیبا میرحسینی (۱۳۳۰–) پژوهشگر، فیلم‌ساز و استاد دانشگاه رشته مردم‌شناسی است.

## زندگینامه
زیبا میرحسینی در رشته جامعه‌شناسی در دانشگاه تهران تحصیل کرد و برای ادامه تحصیل به دانشگاه کمبریج رفت و دکترایش را در سال ۱۳۵۹ دریافت کرد. پس از بازگشت به ایران با وقوع انقلاب فرهنگی مجبور شد به انگلستان بازگردد و در دانشگاه کمبریج به کار پژوهشی مشغول شود.
میرحسینی مقالات بسیاری در نشریات انگلستان نوشته‌است و به نوشتن کتاب و ساختن فیلم مشغول بوده است . او با مرکز مطالعات خاورمیانه، مدرسه مطالعات شرقی و آفریقایی دانشگاه لندن و به عنوان کارشناس در زمینه توسعه مشارکتی با سازمان ملل متحد همکاری می‌کند.
فیلم مستند او با نام «طلاق به سبک ایرانی»، برنده بیش از ۱۶ جایزه بین‌المللی شده‌است.

## آثار

### کتاب
- ۱۹۹۳ - کتاب Marriage on trial (ازدواج در دادگاه)
- ۱۹۹۹ کتاب Islam + Gender: The Religions debate in contemporary Iran

### فیلم
- ۱۹۹۸ - فیلم مستند طلاق به سبک ایرانی (با همکاری کیم لانجینو، فیلم‌ساز مستقل بریتانیایی) این فیلم و کتاب Marriage on trial بر اساس مطالعه تطبیقی دعاوی خانوادگی دادگاه‌های ایران و مراکش ساخته شده‌اند و فیلم برنده ۱۶ جایزه بین‌المللی و بهترین مستند ۱۹۹۹-۲۰۰۰ شناخته شده‌است.
- ۲۰۰۰ - فراری (با همکاری کیم لانجینو) درباره فرار دختران از خانه، فیلمبرداری در خانه ریحانه تهران.